# مومچیلو تاپاویتسا
مومچیلو تاپاویتسا (سیریلیک صربی: Момчило Тапавица؛ ۱۴ اکتبر ۱۸۷۲ – ۱۰ ژانویهٔ ۱۹۴۹) یک تنیس‌باز، وزنه‌بردار و کشتی‌گیر اهل مجارستان بود.
از افتخارات وی میتوان به کسب مدال برنز تنیس افرادی در بازی‌های المپیک تابستانی ۱۸۹۶ اشاره کرد.